# Thomas Rabou
Thomas Rabou ('s-Hertogenbosch, 12 de desembre de 1983) és un ciclista neerlandès, professional des del 2005 i actualment a l'equip Wisdom-Hengxiang Cycling Team.

## Palmarès
- 2006
  - 1r al Tour de Siam
  - Vencedor d'una etapa del Tour de la Pharmacie Centrale
- 2008
  - Vencedor d'una etapa del Cinturó de l'Empordà
- 2012
  - Vencedor d'una etapa de la Volta a Mèxic
- 2014
  - 1r al Critèrium International d'Alger
  - Vencedor d'una etapa del Tour de Blida
- 2015
  - Vencedor d'una etapa del Tour de Kumano
  - Vencedor d'una etapa de la Volta al Singkarak
- 2016
  - Vencedor d'una etapa de la Volta a la Xina II